# Tojeść rozesłana
Tojeść rozesłana (Lysimachia nummularia L.), zwyczajowo nazywana też pieniążkiem – gatunek rośliny wieloletniej należący do rodziny pierwiosnkowatych. Roślina występująca na większości obszaru Europy oraz w zachodniej Azji i na Kaukazie. W Polsce pospolita, spotykana na obszarze całego kraju, najczęściej na niżu i w niższych piętrach górskich.

## Morfologia

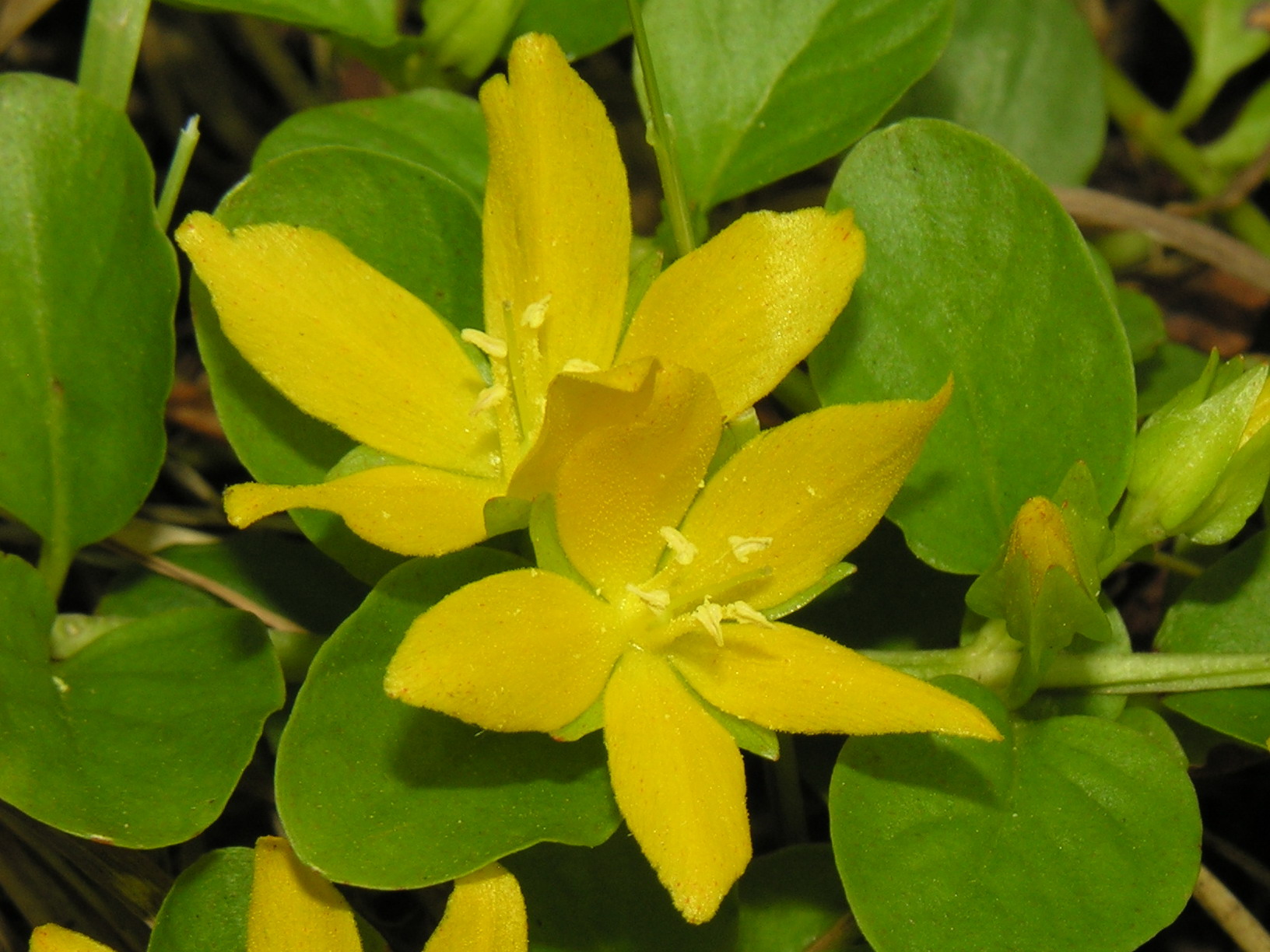
Kwiaty z góry

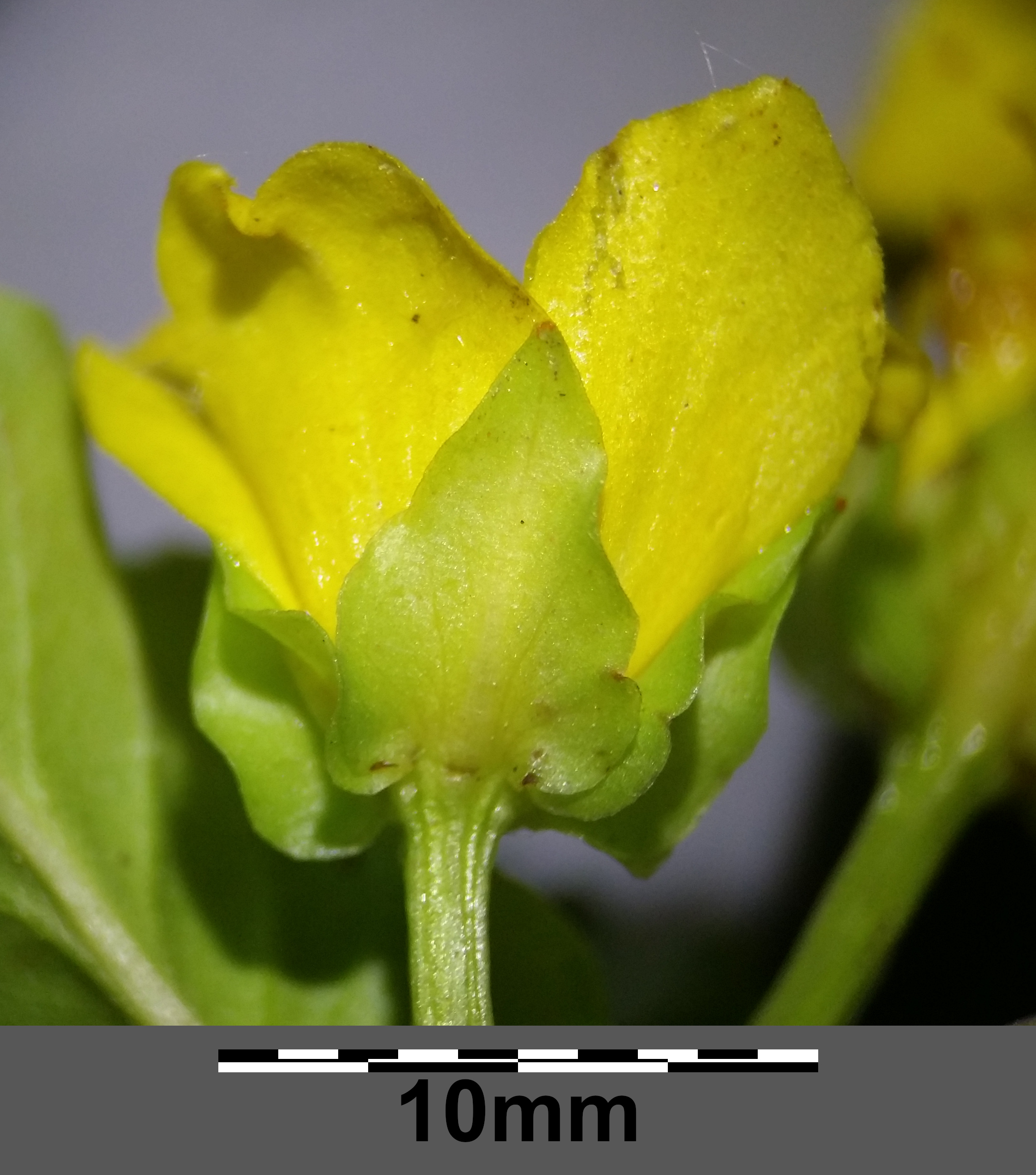
Kwiat z boku

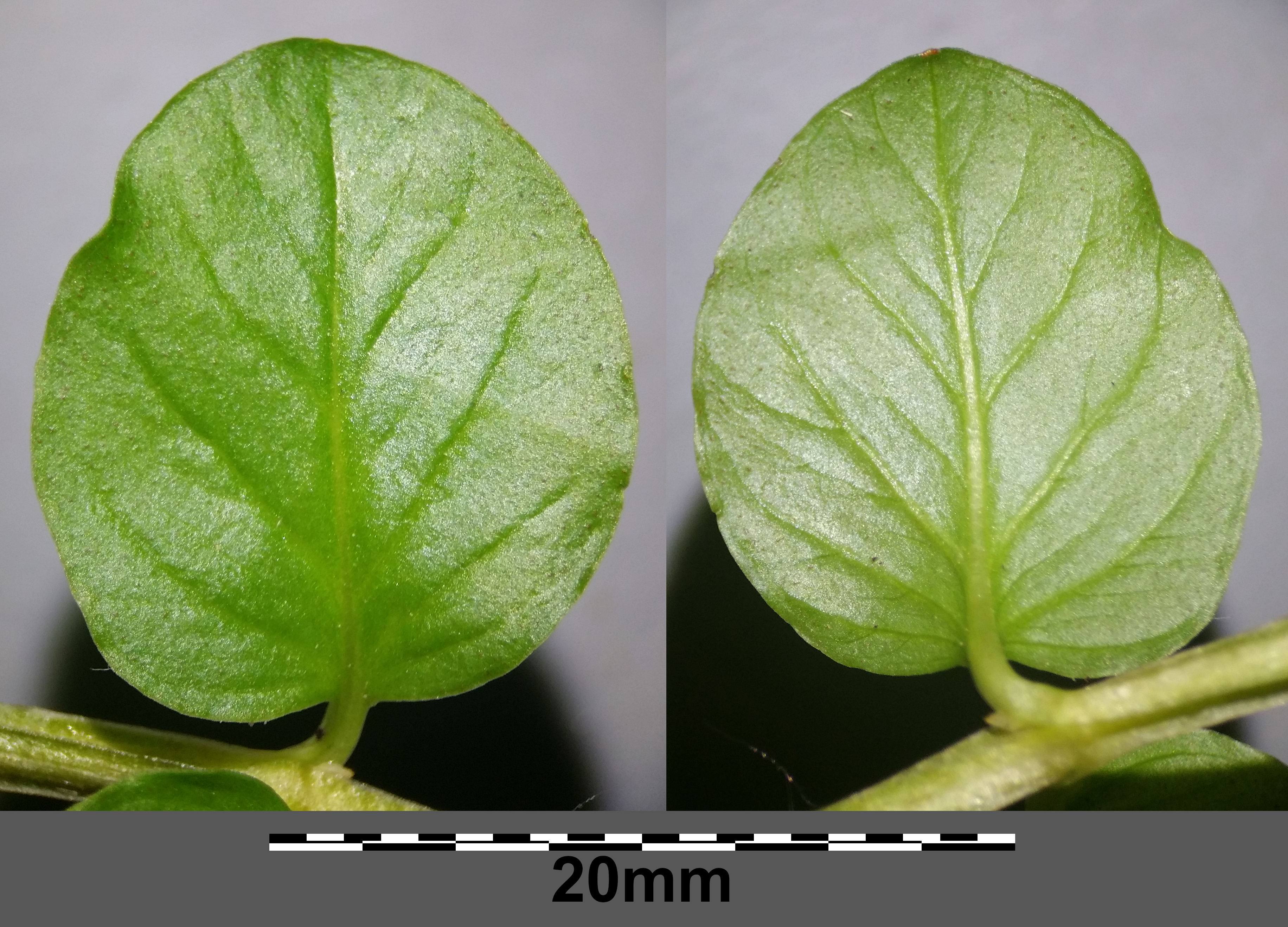
Liść

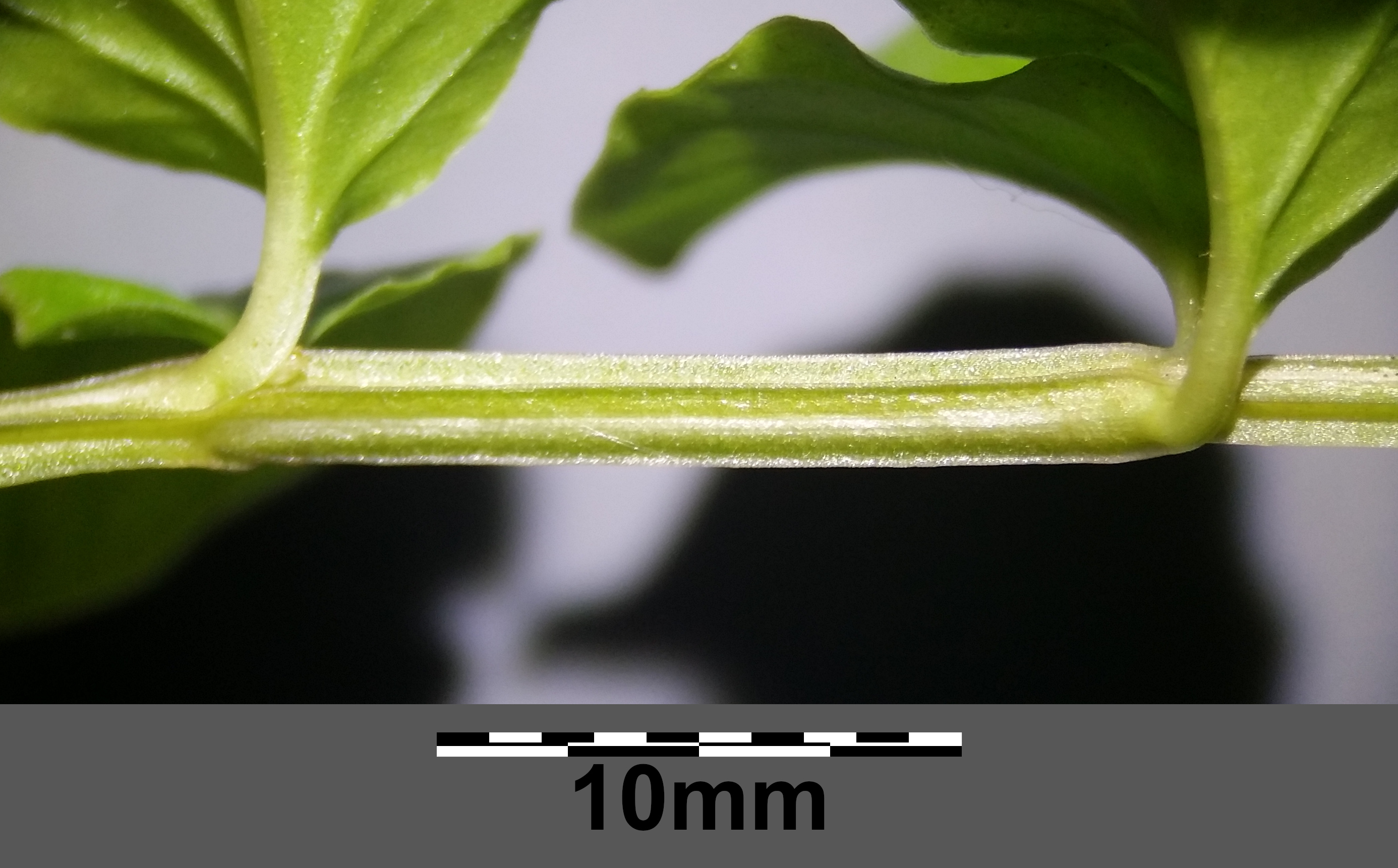
Łodyga

PokrójNiewielka, przyziemna roślina okrywowa. Tworzy na ziemi kobierce o wysokości do 5 cm.
ŁodygaDelikatna, naga, czterokanciasta, gęsto ulistniona na całej długości, wznosząca się na wysokość około 5 centymetrów. Pędy płożące zakorzeniają się w węzłach. Osiągają 60 cm długości.
LiścieSoczyście jasnozielone, naprzeciwległe, okrągławe, tępe, czerwonawo kropkowane, całobrzegie. Ogonki krótkie lecz wyraźne. Liście są w charakterystyczny sposób ułożone w jednej płaszczyźnie z łodygą.
KwiatyPromieniste do 3 cm średnicy, na krótkich szypułkach. Rosną pojedynczo lub po dwa w kątach liści. Działki kielicha sercowato-jajowate, zrosłe, dwa razy krótsze od płatków. Korona zrosłopłatkowa w kolorze cytrynowo-żółtym lub intensywnie żółtym, wewnątrz często jest czerwonawo punktowana. 1 słupek, 5 pręcików.
OwocTorebka, pękająca pięcioma podłużnymi klapami.
Gatunek podobnyTojeść gajowa, która ma jednak liście jajowate i zaostrzone, bez gruczołowatych kropek, działki kielicha nie mają sercowatej nasady – są szydlaste, kwiaty są mniejsze o średnicy poniżej 1,5 cm.

## Biologia i ekologia
Bylina, chamefit. Kwitnie od czerwca do sierpnia. Lubi gleby wilgotne, gliniaste, ubogie w związki mineralne. Najczęściej można ją spotkać nad brzegiem wód, w olszynach, w mokrych zaroślach, na wilgotnych polach. W klasyfikacji zbiorowisk roślinnych gatunek charakterystyczny dla O/All. Agropyro-rumicion crispi. Liczba chromosomów 2n = 32,36,43,45.

## Zastosowanie

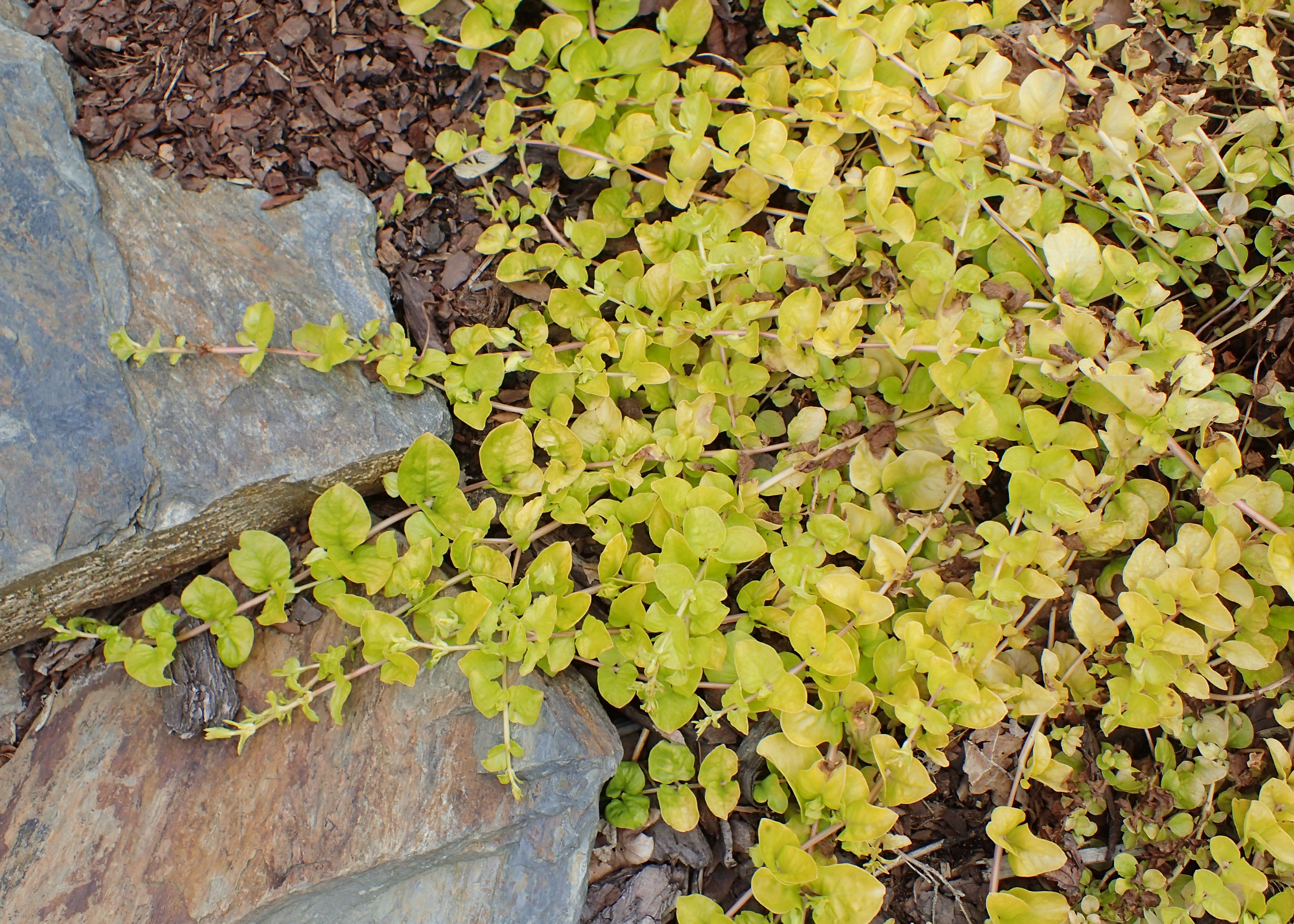
Odmiana 'Aurea'

- Roślina ozdobna: w Polsce stosowana do obsadzania oczek wodnych. Jest także dobrą rośliną okrywową i nadaje się do ogrodów skalnych. Niektóre odmiany są uprawiane w doniczkach jako rośliny pokojowe (pędy zwisają wówczas z doniczki). Szczególnie często uprawiana jest odmiana 'Aurea' o intensywnie żółtych liściach.

## Uprawa
- Wymagania. Jest mrozoodporna (strefy mrozoodporności 4-10[7]). Najlepiej rośnie na glebach wilgotnych, a nawet podmokłych. Odmiana 'Aurea' wymaga silnego nasłonecznienia i stałej wilgotności – w takich warunkach jest najsilniej wybarwiona. Gdy rośnie w cieniu staje się zielona. Wymaga ziemi próchnicznej, żyznej i stale wilgotnej. Jest całkowicie mrozoodporna.
- Zabiegi pielęgnacyjne. Przez wiosnę i lato nawozi się wieloskładnikowymi nawozami. Ponieważ ma tendencję do rozpełzania się po ogrodzie (jej pędy ukorzeniają się), dobrze jest izolować ją od innych roślin np. kamieniami.
- Rozmnażanie. Najprościej przez podział ukorzenionych pędów. Można też ukorzeniać odcinki pędów.